# Vela nos Jogos Olímpicos de Verão de 1920 - 8 Metre
As provas da classe 8 Metre da vela nos Jogos Olímpicos de Verão de 1920 ocorreram entre 7 e 9 de julho daquele ano em Oostende, cidade costeira da Bélgica. Quatro corridas foram programadas em cada uma das disputas, tanto a que seguia a regra de 1907 como a de 1919. No total, 19 velejadores, em 4 barcos, de 2 nações, foram inscritos.

## Calendário
| ● | Competições desportivas | ● | Finais |

| Data                      | Julho | Julho | Julho | Julho  |
| Data                      | 7 Qua | 8 Qui | 9 Sex | 10 Sáb |
| ------------------------- | ----- | ----- | ----- | ------ |
| 8 Metre                   | ●     | ●     | ●     | ●      |
| Total de medalhas de ouro |       |       |       | 1      |

## Configuração do curso
O seguinte percurso foi usado durante as regatas olímpicas de 8 Metre de 1920 em todas as duas corridas:

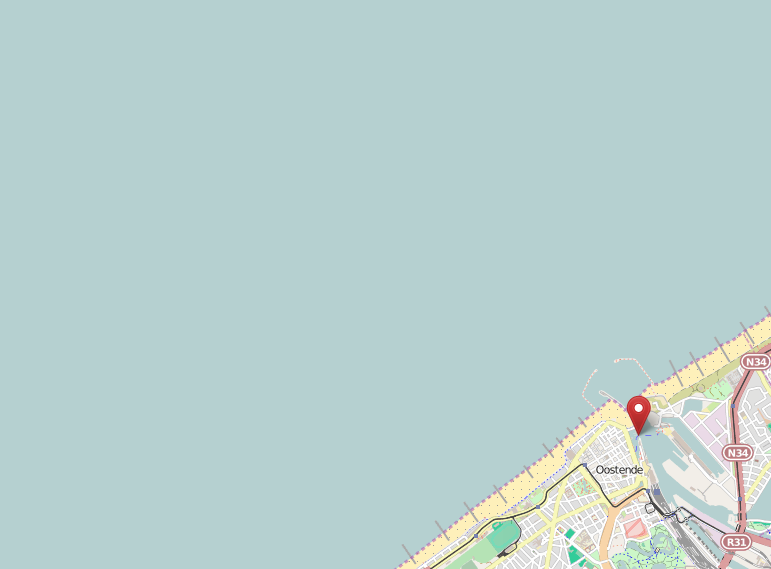
Área do curso

## Medalhistas
Na competição que seguia a Regra de 1907, a equipe norueguesa formada por Carl Ringvold, Thorleif Holbye, Alf Jacobsen, Kristoffer Olsen e Tellef Wagle foi a única inscrita e conquistou a medalha de ouro.
|  | NOR Noruega                                                              |  |        |  |        |
|  | Carl Ringvold Thorleif Holbye Alf Jacobsen Kristoffer Olsen Tellef Wagle |  | nenhum |  | nenhum |

Na Regra de 1919, os também noruegueses Magnus Konow, Thorleif Christoffersen, Reidar Marthiniussen e Ragnar Vik consagraram-se campeões. A medalha de prata ficou com o grupo Jens Salvesen, Finn Schiander, Lauritz Schmidt, Nils Thomas e Ralph Tschudi, da Noruega. Por fim, o bronze foi conquistado pelos belgas Albert Grisar, Willy de l'Arbre, Georges Hellebuyck, Léopold Standaert e Henri Weewauters.
|  | NOR Noruega                                                          |  | NOR Noruega                                                            |  | BEL Bélgica                                                                          |
|  | Magnus Konow Thorleif Christoffersen Reidar Marthiniussen Ragnar Vik |  | Jens Salvesen Finn Schiander Lauritz Schmidt Nils Thomas Ralph Tschudi |  | Albert Grisar Willy de l'Arbre Georges Hellebuyck Léopold Standaert Henri Weewauters |

## Resultados
Estes foram os resultados da competição:

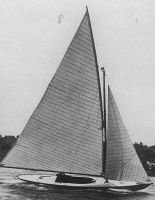
Os tripulantes campeões da classe 8 Metre segundo a Regra de 1919 estiveram a bordo do Silda.

### Regra de 1907
| Pos.            | Embarcação      | Tripulação                                                               | 1ª regata | 1ª regata | 2ª regata | 2ª regata | Total |
| Pos.            | Embarcação      | Tripulação                                                               | Pos.      | Pontos    | Pos.      | Pontos    | Total |
| --------------- | --------------- | ------------------------------------------------------------------------ | --------- | --------- | --------- | --------- | ----- |
| Medalha de ouro | Noruega · Irene | Carl Ringvold Thorleif Holbye Alf Jacobsen Kristoffer Olsen Tellef Wagle | 1         | 1         | 1         | 1         | 2     |

### Regra de 1919
| Pos.              | Embarcação            | Tripulação                                                                           | 1ª regata | 1ª regata | 2ª regata | 2ª regata | 3ª regata | 3ª regata | Total |
| Pos.              | Embarcação            | Tripulação                                                                           | Pos.      | Pontos    | Pos.      | Pontos    | Pos.      | Pontos    | Total |
| ----------------- | --------------------- | ------------------------------------------------------------------------------------ | --------- | --------- | --------- | --------- | --------- | --------- | ----- |
| Medalha de ouro   | Noruega · Sildra      | Magnus Konow Thorleif Christoffersen Reidar Marthiniussen Ragnar Vik                 | 1         | 1         | 1         | 1         | 1         | 1         | 3     |
| Medalha de prata  | Noruega · Lyn         | Jens Salvesen Finn Schiander Lauritz Schmidt Nils Thomas Ralph Tschudi               | 2         | 2         | 2         | 2         | 2         | 2         | 6     |
| Medalha de bronze | Bélgica · Antwerpia V | Albert Grisar Willy de l'Arbre Georges Hellebuyck Léopold Standaert Henri Weewauters | 3         | 3         | 3         | 3         | 3         | 3         | 9     |